# Saison 3 de S.W.A.T.
 (février 2020).
Si vous disposez d'ouvrages ou d'articles de référence ou si vous connaissez des sites web de qualité traitant du thème abordé ici, merci de compléter l'article en donnant les références utiles à sa vérifiabilité et en les liant à la section « Notes et références ».
Chronologie
Saison 2 Saison 4
Cet article présente le guide des épisodes de la troisième saison de la série télévisée américaine S.W.A.T.

## Généralités
- Aux États-Unis, cette troisième saison a été diffusée du 2 octobre 2019 au 20 mai 2020 sur le réseau CBS.

## Distribution

### Acteurs principaux
- Shemar Moore (VF : David Krüger) : Sergent Daniel « Hondo » Harrelson
- Alex Russell (VF : Franck Lorrain) : Jim Street
- Jay Harrington (VF : Stéphane Pouplard) : Sergent David « Deacon » Kay
- Lina Esco (VF : Anne Tilloy) : Christina « Chris » Alonso
- Kenny Johnson (VF : Boris Rehlinger) : Dominique Luca
- David Lim (VF : Alexandre Nguyen) : Victor Tan
- Patrick St. Esprit (VF : Hervé Bellon) : Commandant Robert Hicks
- Amy Farrington : Lieutenante/Détective Piper Lynch[1]

### Acteurs récurrents et invités
- Lou Ferrigno, Jr. : Rocker
- Rochelle Aytes : Nichelle[2]
- Karissa Lee Staples : Bonnie
- Laura James : Molly Hicks
- Bailey Chase : Owen[3]
- Isaach de Bankolé (VF : Frantz Confiac) : Aden Syed
- Jaiden Kaine (VF : Jean-Baptiste Anoumon) : Yusef Ahmed

## Épisodes

### Épisode 1:Drone meurtrier
- États-Unis /  Canada : 2 octobre 2019 sur CBS / Global
- France : 12 novembre 2019 sur TF1
- Belgique : 6 novembre 2019 sur RTL-TVI

- États-Unis : 4,03 millions de téléspectateurs
- France : 3,83 millions de téléspectateurs

### Épisode 2:Dangereuses croyances
- États-Unis /  Canada : 9 octobre 2019 sur CBS / Global
- France : 12 novembre 2019 sur TF1
- Belgique : 6 novembre 2019 sur RTL-TVI

- États-Unis : 3,73 millions de téléspectateurs
- France : 3,27 millions de téléspectateurs

### Épisode 3:Les Faux Monnayeurs
- États-Unis /  Canada : 16 octobre 2019 sur CBS / Global
- France : 19 novembre 2019 sur TF1
- Belgique : 13 novembre 2019 sur RTL-TVI

- États-Unis : 3,56 millions de téléspectateurs
- France : 4,10 millions de téléspectateurs

### Épisode 4:Des fleurs pour Deacon
- États-Unis /  Canada : 23 octobre 2019 sur CBS / Global
- France : 19 novembre 2019 sur TF1
- Belgique : 13 novembre 2019 sur RTL-TVI

- États-Unis : 5,22 millions de téléspectateurs
- France : 3,76 millions de téléspectateurs

### Épisode 5:Armés jusqu'aux dents
- États-Unis /  Canada : 30 octobre 2019 sur CBS / Global
- France : 26 novembre 2019 sur TF1
- Belgique : 20 novembre 2019 sur RTL-TVI

- États-Unis : 3,43 millions de téléspectateurs
- France : 4,22 millions de téléspectateurs

### Épisode 6:La Voix de la liberté
- États-Unis /  Canada : 6 novembre 2019 sur CBS / Global
- France : 26 novembre 2019 sur TF1
- Belgique : 20 novembre 2019 sur RTL-TVI

- États-Unis : 3,84 millions de téléspectateurs
- France : 3,58 millions de téléspectateurs

### Épisode 7:Le Grand Prix
- États-Unis /  Canada : 13 novembre 2019 sur CBS / Global
- Belgique : 2 septembre 2020 sur RTL-TVI
- France : 5 janvier 2021 sur TF1

- États-Unis : 3,09 millions de téléspectateurs

### Épisode 8:Dans la gueule du loup
- États-Unis /  Canada : 20 novembre 2019 sur CBS / Global
- Belgique : 2 septembre 2020 sur RTL-TVI
- France : 12 janvier 2021 sur TF1

- États-Unis : 3,76 millions de téléspectateurs

### Épisode 9:Trafic inhumain
- États-Unis /  Canada : 27 novembre 2019 sur CBS / Global
- Belgique : 9 septembre 2020 sur RTL-TVI
- France : 5 janvier 2021 sur TF1

- États-Unis : 5,23 millions de téléspectateurs

### Épisode 10:Le Découpeur
- États-Unis /  Canada : 11 décembre 2019 sur CBS / Global
- Belgique : 9 septembre 2020 sur RTL-TVI
- France : 12 janvier 2021 sur TF1

- États-Unis : 4,81 millions de téléspectateurs

### Épisode 11:Mauvais flic
- États-Unis /  Canada : 15 janvier 2020 sur CBS / Global
- Belgique : 16 septembre 2020 sur RTL-TVI
- France : 19 janvier 2021 sur TF1

- États-Unis : 3,66 millions de téléspectateurs

### Épisode 12:Bon flic
- États-Unis /  Canada : 22 janvier 2020 sur CBS / Global
- Belgique : 16 septembre 2020 sur RTL-TVI
- France : 19 janvier 2021 sur TF1

- États-Unis : 3,39 millions de téléspectateurs

### Épisode 13:Bienvenue à Tokyo
- États-Unis /  Canada : 29 janvier 2020 sur CBS / Global
- Belgique : 23 septembre 2020 sur RTL-TVI
- France : 26 janvier 2021 sur TF1

- États-Unis : 4,45 millions de téléspectateurs

### Épisode 14:La Vengeance du mâle
- États-Unis /  Canada : 4 mars 2020 sur CBS / Global
- Belgique : 23 septembre 2020 sur RTL-TVI
- France : 2 février 2021 sur TF1

- États-Unis : 3,47 millions de téléspectateurs

### Épisode 15:Chantage sur le ring
- États-Unis /  Canada : 11 mars 2020 sur CBS / Global
- Belgique : 30 septembre 2020 sur RTL-TVI
- France : 9 février 2021 sur TF1

- États-Unis : 4,19 millions de téléspectateurs

### Épisode 16:Témoin protégé
- États-Unis /  Canada : 18 mars 2020 sur CBS / Global
- Belgique : 30 septembre 2020 sur RTL-TVI
- France : 16 février 2021 sur TF1

- États-Unis : 4,01 millions de téléspectateurs

### Épisode 17:La Paix des gangs
- États-Unis /  Canada : 25 mars 2020 sur CBS / Global
- Belgique : 7 octobre 2020 sur RTL-TVI
- France : 23 février 2021 sur TF1

- États-Unis : 3,82 millions de téléspectateurs

### Épisode 18:Au bord du gouffre
- États-Unis /  Canada : 8 avril 2020 sur CBS / Global
- Belgique : 14 octobre 2020 sur RTL-TVI
- France : 23 février 2021 sur TF1

- États-Unis : 3,85 millions de téléspectateurs

### Épisode 19:Zones d'ombres
- États-Unis /  Canada : 22 avril 2020 sur CBS / Global
- Belgique : 14 octobre 2020 sur RTL-TVI
- France : 2 mars 2021 sur TF1

- États-Unis : 4,76 millions de téléspectateurs

### Épisode 20:À l'amour, à la mort
- États-Unis /  Canada : 29 avril 2020 sur CBS / Global
- Belgique : 21 octobre 2020 sur RTL-TVI
- France : 2 mars 2021 sur TF1

- États-Unis : 5,03 millions de téléspectateurs

### Épisode 21:El Diablo
- États-Unis /  Canada : 20 mai 2020 sur CBS / Global
- Belgique : 21 octobre 2020 sur RTL-TVI
- France : 9 mars 2021 sur TF1

- États-Unis : 4,82 millions de téléspectateurs